# Casa Coma (Figueres)
La Casa Coma és un edifici del municipi de Figueres (Alt Empordà) que forma part de l'Inventari del Patrimoni Arquitectònic de Catalunya.

## Descripció
Edifici entre mitgeres a davant de la plaça de la Palmera amb planta baixa, dos pisos i golfes. La planta baixa amb quatre portals (tres amb dedicació comercial). Al primer pis balconada central correguda i dos balcons laterals. Al segon pis quatre balcons suportats per mènsules com els del segon pis. Les obertures del segon pis estan emmarcades per unes motllures que imiten una pilastra coríntia i amb una llinda decorada amb ornamentació floral. Això es repeteix en el tercer pis tot i que a causa del mal estat de conservació de l'edifici en algunes finestres ha desaparegut. La planta golfes té quatre obertures de ventilació. Els pisos estan separats per unes motllures amb decoració vegetal. Culminat per cornisa i terrassa.